# Neuratelia scituloides
Neuratelia scituloides är en tvåvingeart som beskrevs av Shaw 1941. Neuratelia scituloides ingår i släktet Neuratelia och familjen svampmyggor. Inga underarter finns listade i Catalogue of Life.